# Playing with Numbers
A Playing with Numbers (magyarul: Játék a számokkal) az ír Molly Sterling dala, mellyel Írországot képviselte a 2015-ös Eurovíziós Dalfesztiválon, Bécsben. A dal az RTÉ által szervezett nemzeti döntőben nyerte el az eurovíziós indulás jogát 2015. február 27-én.

## Eurovíziós Dalfesztivál
A dalt az Eurovíziós Dalfesztiválon a május 21-i második elődöntőben adta elő, fellépési sorrendben másodikként a Litvániát képviselő Monika Linkytė és Vaidas Baumila This Time című dala után, és a San Marinót képviselő Anita Simoncini és Michele Perniola Chain of Lights című dala előtt. Az elődöntőben a tizenkettedik helyen végzett, így nem jutott tovább a május 23-i döntőbe.
A következő ír induló Nicky Byrne Sunlight című dala volt a 2016-os Eurovíziós Dalfesztiválon.